# Lidan
Lidan es un río sueco en la provincia histórica Vestrogotia y en la provincia de Västra Götaland. Lidan desemboca en Lidköping y es el río que ha dado la ciudad su nombre. El río tiene su fuente en las tierras altas de Ulricehamn. Aspius aspius tiene el río como su hábitat. El río tiene una longitud de 93 km y su superficie de cuenca es 2262 km².

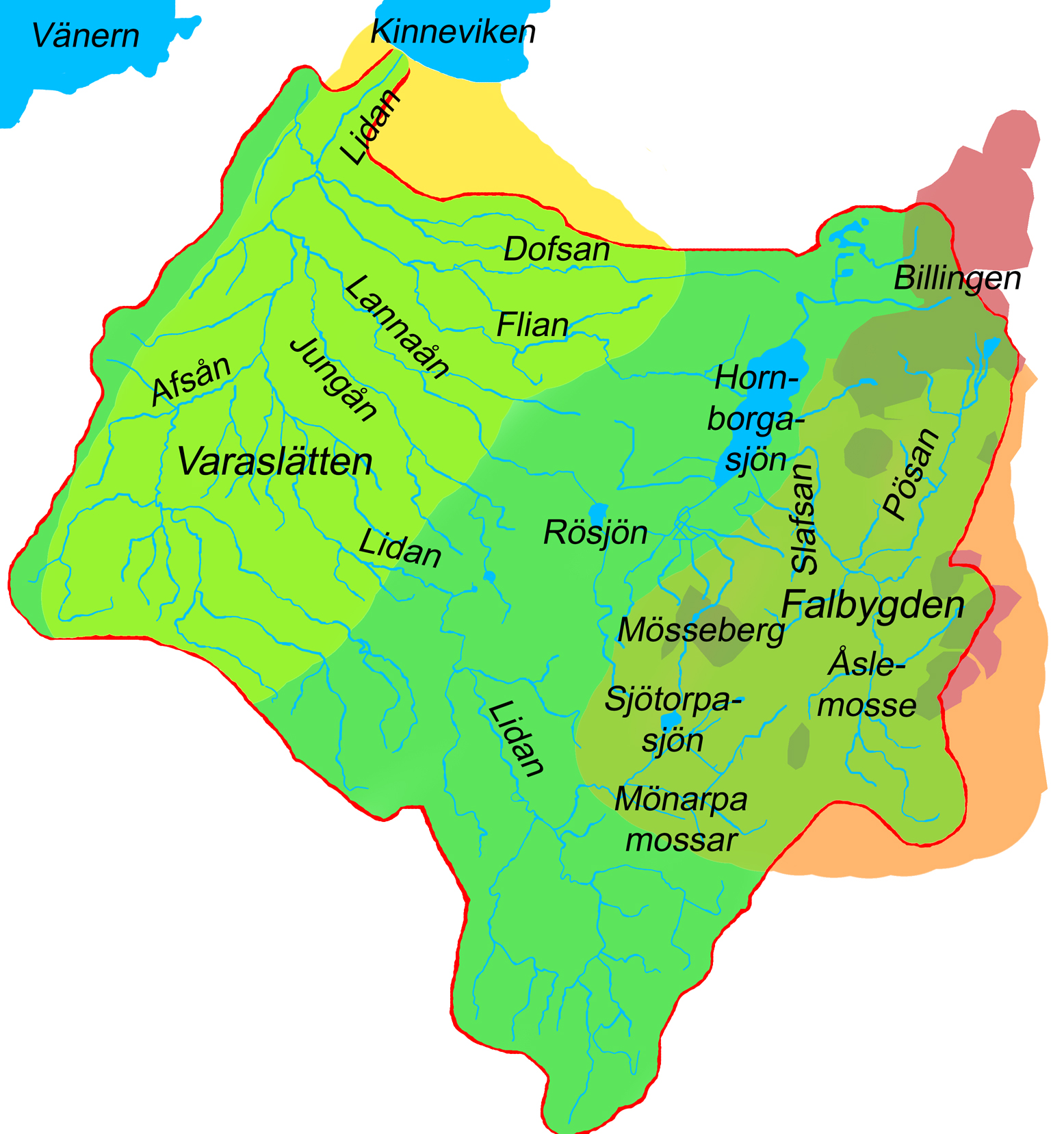
Mapa de la superficie de cuenca de Lidan.